# Neuenkirchen (Szlezwik-Holsztyn)
Neuenkirchen – miejscowość i gmina w Niemczech, w kraju związkowym Szlezwik-Holsztyn, w powiecie Dithmarschen, wchodzi w skład urzędu Kirchspielslandgemeinde Heider Umland.